# Santarcangelo Calcio
Santarcangelo Calcio là mộtcâu lạc bộ bóng đá Ý, có trụ sở tại Santarcangelo di Romagna, Emilia-Romagna.

## Lịch sử
Câu lạc bộ được thành lập với tên ASD Santarcangelo như một hiệp hội thể thao vào năm 1926. Đây là câu lạc bộ được hỗ trợ nhiều nhất trong khu vực Santarcangelo di Romagna.

### SquadraMia tiếp quản và thăng hạng Lega Pro
Sau khi phân tích kỹ lưỡng bởi những người sáng lập SquadraMia (một liên doanh web phi lợi nhuận nhằm mua và quản lý một đội bóng đá Ý, theo đó các thành viên của liên doanh bỏ phiếu về các vấn đề thường dành cho quản lý câu lạc bộ truyền thống, giống như Ebbsfleet United FC ở Anh), giữa các câu lạc bộ khác nhau là một phần của giai đoạn đánh giá cuối cùng. Vào ngày 23 tháng 7 năm 2009, ASD Santarcangelo đã được chọn là đội lý tưởng cho dự án của họ với 96,4% tổng số phiếu. Hiệp hội sau đó đã mua 10% cổ phần của câu lạc bộ.
Trong mùa giải 2010-11, Santarcangelo đã đứng đầu bảng F của Serie D và lần đầu tiên được thăng hạng Lega Pro Seconda Divisione. Sau mùa giải 2011-12 Lega Pro Seconda Divisione, câu lạc bộ đã chấm dứt thỏa thuận với SquadraMia.
Sau vị trí thứ năm trong mùa giải 2013-14 Lega Pro Seconda Divisione, Santarcangelo đã được nhận vào giải hạng ba thống nhất của bóng đá Ý, 2014-15 Lega Pro.

## Màu sắc và biểu tượng
Đội sử dụng màu vàng và màu xanh, cũng xuất hiện trong tấm khiên; như biểu tượng của đội và có vòi nước của Romagna.

## Sân vận động

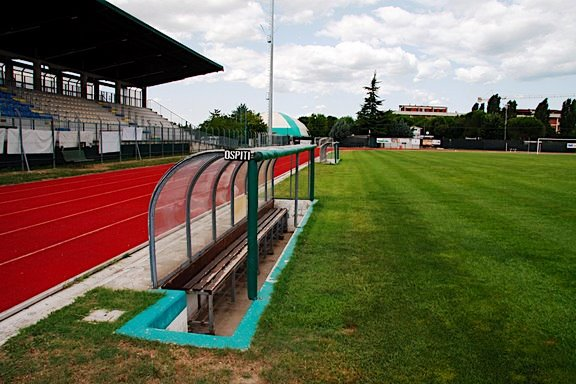
Một góc nhìn từ sân " Valentino Mazzola "

Sân vận động nơi đội bóng chơi các trận đấu trên sân nhà, dành riêng để tưởng niệm Valentino Mazzola. Tính đến tất cả các lĩnh vực, sân có sức chứa 3000 chỗ ngồi và kích thước trường 65m x 105m.

### Cựu cầu thủ

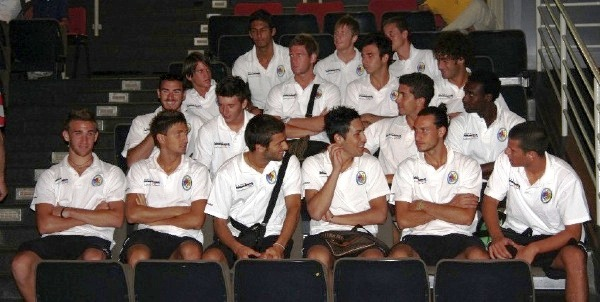
Các cầu thủ của ASD Santarcangelo trong buổi đại diện chính thức của mùa giải 2009/10